# Добротвірська ТЕС
Добротвірська ТЕС (спершу Львівсько-Волинська ДРЕС) — теплоелектростанція у Добротворі (Шептицький район) проектною потужністю 510 МВт, є структурним підрозділом АТ «ДТЕК Західенерго».
Скорочення «ДТЕК» — спотворене російське «ДТЭК», рос. Донбасская топливно-энергетическая компания, яка в свою чергу є частиною «СКМ», ПАТ «Систем Кепітал Менеджмент» — найбільшої в Україні інвестиційної компанії, яка належить Рінату Ахметову. На початку 2012 року Ахметов купив 45 % ПАТ «Західенерго» на додаток до 25 %, викуплених раніше, отримавши таким чином повний контроль над підприємством.
ТЕС під'єднана до електромережі за допомогою 6 ЛЕП 220 кВ.

## Історія
Станція побудована трьома чергами у 1955—1969 рр:
- Перший турбогенератор на Добротвірській ТЕС потужністю 25 МВт був введений в експлуатацію 15 грудня 1955 року. Із введенням в експлуатацію другого турбогенератора 25 МВт і двох котлоагрегатів паропродуктивністю по 120 т/год. у жовтні 1956 року було закінчено будівництво першої черги Добротвірської ДРЕС;
- Із введенням турбіни потужністю 50 МВт та трьох турбін по 100 МВт і семи котлів ТП-10 паропродуктивністю по 220 т/год. 16 листопада 1962 року закінчено будівництво другої черги електростанції.
- У 1963 почав давати струм генератор № 7 потужністю 150 МВт. 20 липня 1964 року було здано в експлуатацію останній 8-й генератор (потужність 150 МВт), після чого загальна потужність Добротвірської ТЕС була доведена до проектної — 700 МВт.

У міру фізичного та морального старіння в 1981—1982 рр. списано і демонтовано перші три турбогенератори сумарною потужністю 100 МВт і два котли ПК-19 сумарною потужністю 240 т пари за годину, внаслідок чого встановлена потужність Добротвірської ТЕС становить 500 МВт. За час експлуатації ТЕС з 1955 року по 2004 рік:
- вироблено 144,5 млрд. КВт/год електроенергії
- зекономлено 263 тис.тонн умовного палива

Вироблену електроенергію Добротвірська ТЕС відпускає в мережі України і Польську республіку. На експорт можуть працювати два енергоблоки 150 МВт на окрему лінію 220 кВ до міста Замостя (Польща), так і паралельно з енерогосистемою України.
Повітряна лінія електропередачі (ПЛ) 220 кВ Добротвірська ТЕС — Замостя (Польща) була першою експортною лінією між Радянським Союзом і тодішньою ПНР (Польська Народна Республіка), з якої починалась енергосистема «Мир» (об'єднання енергосистем соцтабору).
Основний вид палива — вугілля. Для підсвітки і розпалювання котлів використовується газ або мазут.
Нині на Добротвірській ТЕС працює ,понад 1000 працівників.

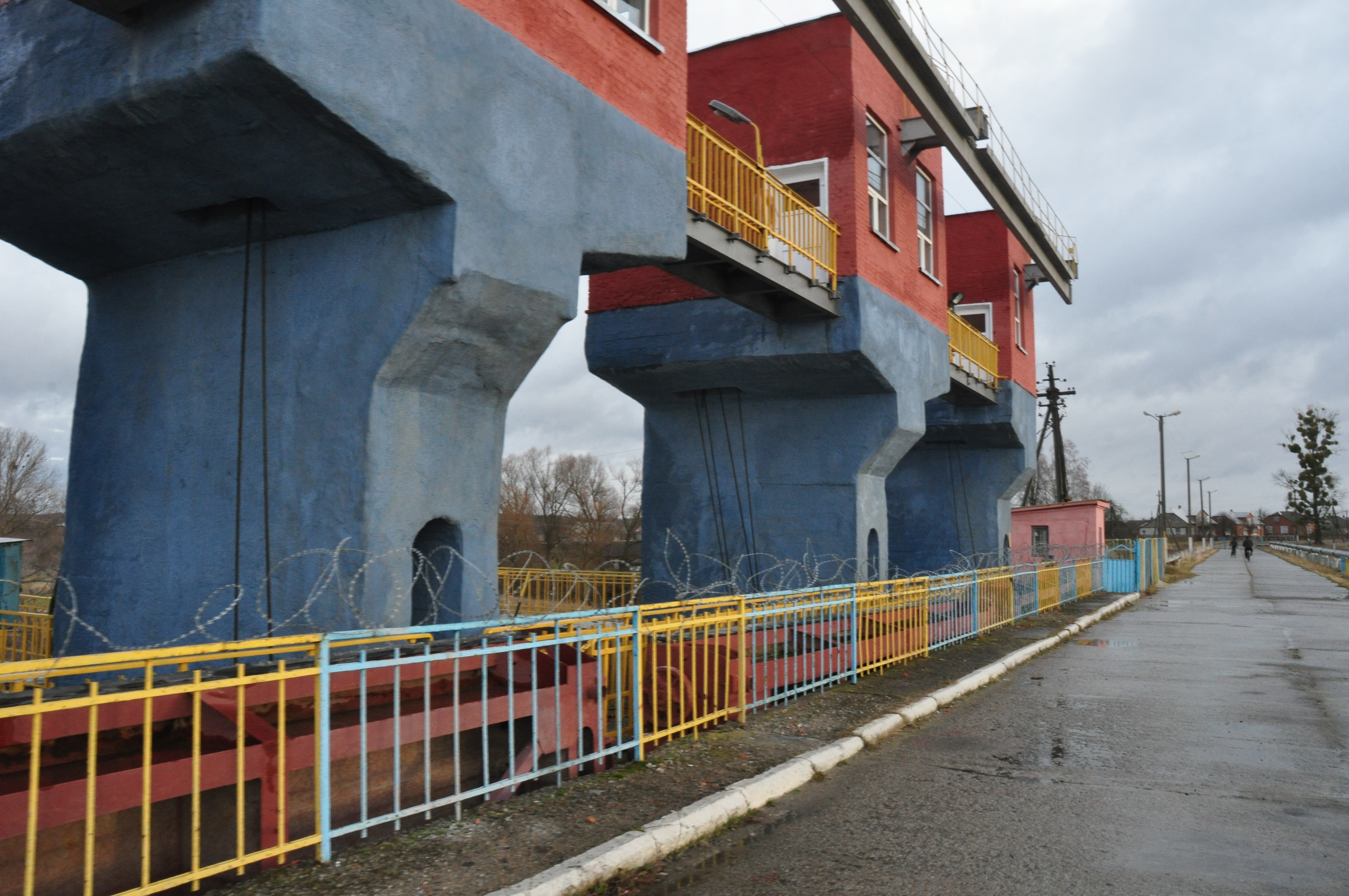
Гребля Добротвірського водосховища

## Модернізація
31 січня 2012 року ВАТ «Західенерго» визначило переможців тендерів на роботи з реконструкції енергоблока Добротвірської ТЕС на загальну суму 481,5 млн грн.
- ВАТ «Турбоатом» виграло тендер на реконструкцію та технічне переоснащення турбінного відділення енергоблока № 8 Добротвірської ТЕС на суму 129 млн 180 тис. 398 грн.
- ТОВ «Термоелектро-Україна» виграло тендер на реконструкцію та технічне переоснащення котлоагрегата типу ТП-92 енергоблоку № 8 Добротвірської ТЕС на суму 269 млн 576 тис. 980 грн.
- ЗАТ «Техенерго» виграло тендер на роботи по встановленню електрофільтра для золовловлювання, димососів, установки по відбору сухої золи, компресорної, двох силосів для енергоблока № 8 Добротвірської ТЕС на суму 82 млн 800 тис. грн.

Завдяки модернізації збільшиться потужність енергоблоку, підвищиться його надійність та економічність, покращаться екологічні показники. Термін виконання робіт — третій квартал 2012 — другий квартал 2013 року.

## Надзвичайні ситуації на підприємстві
17 грудня 2013 року на території ВП Добротвірська ТЕС ПАТ «ДТЕК Західенерго», в приміщенні турбінного відділення під час прибирання сміття виявили залишки розлитої металевої ртуті на площі близько 20 кв. м. Ланка демеркуризації ДПРЧ-18 м. Кам'янка-Бузька механічним способом зібрала 3 кг видимих частинок металевої ртуті з сторонніми предметами.
Зимою та весною 2024 року піддавалася ракетно-дроновим атакам з боку росії.